# Веролі
Веролі (італ. Veroli) — муніципалітет в Італії, у регіоні Лаціо,  провінція Фрозіноне.
Веролі розташоване на відстані близько 85 км на схід від Рима, 8 км на північний схід від Фрозіноне.
Населення — 20 678 осіб (2014).
Щорічний фестиваль відбувається 25 травня. Покровитель — Santa Maria Salome.

## Демографія
Населення за роками:

Станом на 1 січня 2023 року в муніципалітеті офіційно проживали 762 іноземці з 53 країн, серед них 398 громадян країн Євросоюзу та 19 громадян України.

## Сусідні муніципалітети
- Алатрі
- Бальсорано
- Бовілле-Ерніка
- Коллепардо
- Фрозіноне
- Монте-Сан-Джованні-Кампано
- Морино
- Рипі
- Сан-Вінченцо-Валле-Ровето
- Сора
- Торриче